# فيونا كامبل
فيونا كامبل (29 يونيو 1981 في المملكة المتحدة - ) (بالإنجليزية: Fiona Campbell)‏ هي لاعبة كريكت بريطانية. شاركت مع منتخب اسكتلندا الوطني للكريكت.

## وصلات خارجية
- فيونا كامبل على موقع إي آس بي آن كريك إنفو (الإنجليزية)